# Nueva Carteya
Nueva Carteya település Spanyolországban, Córdoba tartományban. Nueva Carteya Baena, Cabra és Castro del Río községekkel határos. Lakosainak száma 5307 fő (2024).

## Népesség
A település népessége az elmúlt években az alábbi módon változott:
| Lakosok száma | 5510 | 5578 | 5566 | 5679 | 5639 | 5540 | 5435 | 5379 | 5341 | 5307 |
|               | 2001 | 2004 | 2006 | 2009 | 2011 | 2014 | 2016 | 2019 | 2021 | 2024 |